# 김영춘 (희극인)
김영춘(金英春, 1985년 11월 11일 ~ ) 은 대한민국의 배우이자 희극인이다. 2008년 연극배우 첫 데뷔한 그는 이어 같은 해 2008년 SBS 공채 개그맨에 합격하며 정식 데뷔했으며, 이후 여러 예능 프로그램에 출연하였다. 2013년에는 KBS 드라마 《학교 2013》에 출연하며 배우 데뷔도 하였다.

## 출연 작품

### 드라마
- 2013년 KBS2 《학교 2013》 - 변기덕 역
- 2013년 MBC 《투윅스》 - 장석두 역
- 2014년 KBS1 《고양이는 있다》 - 윤성일의 친구 역
- 2017년 JTBC 《힘쎈여자 도봉순》 - 일진 남고생 역
- 2017년 MBC 《파수꾼》

### 영화
- 《스톤》 (2014년) - 본방꾼사내 역
- 《소녀괴담》 (2014년) - 호섭 역
- 《덕혜옹주》 (2016년) - 영친왕 청년 역

### 방송
- 2008년 SBS 《웃찾사》 - 〈속았지〉
- 2009년 MBC 《무한도전》 돌 + I 콘테스트 특집
- 2011년 MBC 《무한도전》 행사 하나마나 시즌3 특집